# テイラー・スウィフト
テイラー・アリソン・スウィフト（英語: Taylor Alison Swift、1989年12月13日 - ）は、米国のシンガーソングライター。グラミー賞を14回受賞（58回ノミネート）している。世界で最も売れたアーティストの一人であり、音楽業だけでビリオネアとなった唯一のアーティストである。
ファンは総称して、スウィフティーズ（英語: Swifties）と呼ばれる。

## 生い立ち

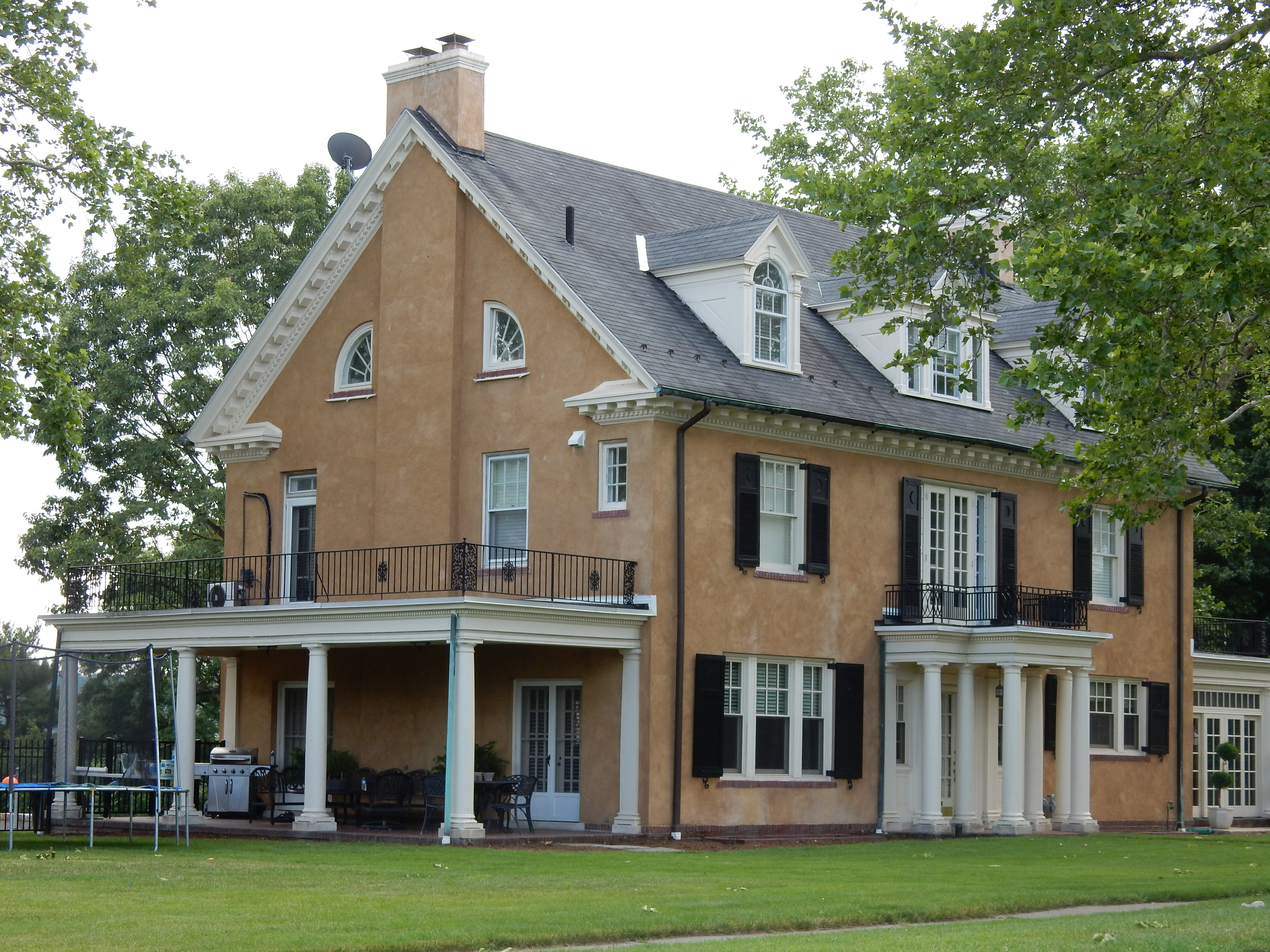
ペンシルベニア州にある子供時代の自宅

米国ペンシルベニア州ウェスト・レディングで生まれた。名前は歌手のジェームス・テイラーから採られた。父のスコット・スウィフト（Scott Kingsley Swift）はメリルリンチの株式ブローカーであった。父もペンシルベニア州で育ち、祖先は3代にわたる銀行頭取であった。母のアンドレア・スウィフト（Andrea Gardner Swift）は投資信託のマーケティング管理であったが、退職後専業主婦となった。テイラーはドイツ系、スコットランド系、イタリア系で弟にオースティン・スウィフト（Austin Swift）がいる。祖母のマージョリー・フィンリー（Marjorie Finlay）はオペラ歌手だった。
キリスト教徒で、父が顧客から購入したペンシルベニア州カムル・タウンシップの11エーカーのクリスマス・ツリー農場で幼少期を過ごした。3歳でテネシー州ナッシュビルに転居した。スウィフト一家はクォーターホース、シェットランド・ポニーを何頭か所有し、彼女の最初の趣味は英国式乗馬であった。まだ9ヶ月の時に母親にサドルに乗せられたのが最初で、のちに競技会に出場するようにまでなった。モンテッソーリ教育を行うフランシスコ会の修道女によるプレスクールおよび幼稚園に通い、その後男女共学の私立学校に通った。弟と長老派教会を信仰し、夏季にバイブル・スクールに通った。
9歳の時、一家はペンシルベニア州ワイオミッシング郊外に家を借り、ここで小中高と過ごした。夏季はニュージャージー州ストーン・ハーバーの海岸にある両親の別荘で過ごし、のちに「子供時代の思い出は主にここで作られた」と語った。
この頃ミュージカルに興味を持ち、劇団で『Bye Bye Birdie』など多くの作品に出演した。またブロードウエイに定期的に遠征し、歌や演技のレッスンを受けた。その後シャナイア・トゥエインの歌を聴いて衝撃を受け、カントリー・ミュージックへの興味が湧いた。週末に地元のフェスティバル、喫茶店、フェア、カラオケ、コンテスト、ガーデン・クラブ、ボーイ・スカウトのミーティング、スポーツ・イベントなどで演奏するようになった。11歳の頃までなかなかうまくいかなかったが、地元のタレント・コンテストで優勝し、チャーリー・ダニエルズの前座として出演する機会を得た。
『Behind the Music』のフェイス・ヒルのエピソードを見て、音楽業界で成功するためにテネシー州ナッシュビルへ行く必要性を感じた。11歳の時、母と共にカントリーミュージックで名高いテネシー州ナッシュビルのミュージック・ロウのレコードレーベルにドリー・パートンやディクシー・チックスのカラオケ・カヴァーの自作のデモテープを提出した。しかし、多くのレーベルからの評価は低いままだった。テイラーは「この町にいる人々は皆私と同じことを考えている。だから皆と違うことを思いつかなくては」と気付いた。またこの頃、地元ペンシルベニア州レディングを本拠地とするプロ野球チームのレディング・フィリーズ（フィラデルフィア・フィリーズ傘下マイナーリーグAA級）の試合で、試合前にアメリカ合衆国国歌『星条旗』独唱を行うようになった。
12歳の時、ギターで3コードの弾き方を覚え、『Lucky You』で初めて作曲した。以前彼女は『Monster in My Closet』という詩で全国優勝していたが、曲を作ることに集中した。2003年、テイラーは両親と共にニューヨークをベースに活動する音楽マネージャーのダン・ダイントロウと共に活動を始めた。彼の助力により、テイラーはアバクロンビー&フィッチのキャンペーン「Rising Stars」でモデルとして登場し、オリジナル曲はメイベリンのコンピレーションCDに収録され、いくつかの著名なレコード会社との会議に出席することになった。8年生の頃、RCAレコードショーケースでのオリジナル曲演奏後、養成所に通うことになり、母とたびたびナッシュビルを訪れることになった。14歳の時、父の仕事がナッシュビル事務所に異動となったため、家族はナッシュビル近郊のヘンダーソンビルの湖畔に転居した。テイラーはその後のインタビューで、「両親は私にプレッシャーをかけまいと『この町が好きだから引っ越した。心配するな』と言っていた。彼らは音楽業界のことを何も知らず、エンターテイメントとも何の関係もないけれど、私は強迫観念にかられていたため彼らは可能な限りあらゆる手を使って色々調べて私を助けようとしてくれた。私はとても感謝している」と語っている。
テネシー州でヘンダーソンヴィル高校に1年生と2年生時に通学した。その後ツアーに対応するため、ホームスクールを行なう私立のクリスチャン・スクールに転校した。平均4.0点を維持し、2008年、2年分を12ヶ月でこなして高等学校卒業資格を取得した。
その後、カントリー・ミュージックに特化した独立レコードレーベルである、ビッグマシン・レコードと契約を結んだ。当初はカントリーシンガーとして売り出したが、2010年代にカントリー・ウエスタンからポップスに楽曲のスタイルを移行し、現在のスタイルはポップ歌手の傾向が強い。

## 経歴

### 2004年 - 2007年:Taylor Swift、デビュー

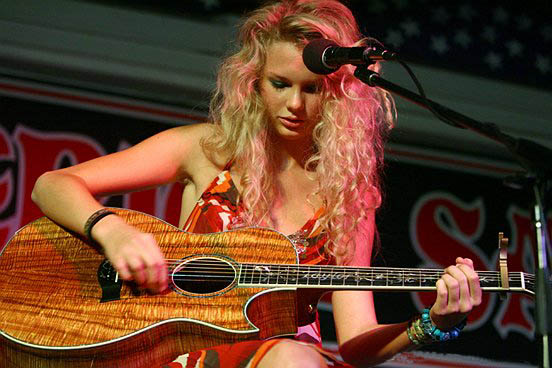
カリフォルニア州サンタマリアのカフェにて（2006年6月16日）

2004年、RCAレコードの養成所と契約し、Sony/ATVとの契約では最も若いソングライターとなった。トロイ・ヴァージェス、ブレット・ビーヴァーズ、ブレット・ジェイムズ、マック・マカナリー、ウォレン・ブラザーズなどミュージック・ロウのソングライターとともに書いた曲を提出し続けた。彼女は最終的にリズ・ローズとチームを組み続けた。スウィフトはローズとRCAのソングライター・イベントで出会い、共に作曲することを提案した。2人は毎週火曜日の放課後、2時間の作曲セッションを行なった。ローズはこのセッションについて「とてもやりやすかった。ただ単に私は彼女の編集者だった。彼女はその日学校であったことを作曲した。彼女は言いたいことが明確だった。そして彼女が作るさびはとても素晴らしかった」と語った。スウィフトはまたプロデューサーのネイザン・チャップマンともデモ・テープのレコーディングを行なった。
2004年、ニューヨークのライヴ・ハウスで行われたBMIソングライターズ・サークルのショーケースでの演奏後、ソニーATVミュージックパブリッシングにソングライターとして最年少で採用された。15歳の時、自身の曲でキャリアを開始したかった彼女は、他のソングライターの曲を歌わせたがり、18歳までアルバムの出版を待つとしたRCAレコードを離れた。のちに「私は純粋に時間がないと思っていた。彼らは私がやっていることを見ているだけで、私はアルバムの製作に時間を費やしたかった」と語った。またマネージャーのダイントロウとも決別したため、後にスウィフトと両親は訴えられることとなった。2010年、裁判でダイントロウの訴えの6つは無効となり、残りの不当利益の返還要求は示談となった。
2005年、ナッシュビルのライブハウスであるブルーバード・カフェでのショーケースで、スウィフトは、自身のレーベルであるビッグ・マシン・レコードの準備中であったドリームワークス・レコードの重役スコット・ボーケタから注目された。スウィフトの父はこの新会社の資本金の3%（12万ドルとみられる）を支払い、彼女は最初の契約者の1人となった。カントリー・ミュージック業界への参入において、ボーケタはスウィフトにCMAミュージック・フェスティバルでのエスコート役を経験させた。
ビッグ・マシン・レコードとの契約直後、スウィフトは本人の名を冠したアルバム『Taylor Swift（テイラー・スウィフト）』の製作に取り掛かった。ナッシュビルのベテラン・プロデューサーとの試行錯誤の後、デモ・プロデューサーとしてネイザン・チャップマンを雇うようビッグ・マシンを説得した。彼にとってこれが初めてのスタジオ・アルバムとなるが、スウィフトは彼とよい「化学反応」ができると確信していた。スウィフトは1人で2曲のシングルを含む計3曲を書き上げ、他の8曲をローズ、ロバート・エリス・オラル、アンジェロ・ペトラグリアと共に作曲した。このアルバムは音楽的に「カントリーの伝統楽器と今どきのロック・ギターの融合」と説明されている。
2006年6月、シングル「Tim McGraw」がリリースされたが、まだ新しいビッグ・マシン・レコードのためスウィフトと母はラジオ局に送るためのCDを封筒に入れる作業を手伝った。2006年の1年間のほとんどをデビュー・アルバムのプロモーションのため全国のラジオ局をまわり、のちに「ほとんどのアーティストはラジオ・ツアーに6週間を費やすが、私は6ヶ月かかった」と語った。スウィフトは自分の曲をかけてくれるラジオ番組に贈るためにクッキーを焼き、絵を描いた。また「グランド・オール・オープリー」、「グッド・モーニング・アメリカ」、「トータル・リクエスト・ライブ」 など多くのテレビ番組にも出演した。自身を「ネット世代」と表すスウィフトは、Myspaceのページを立ち上げた。これは当時、「カントリー界の革命」であった。16歳のシンガーソングライターのこの決断に対しボーケタは当初眉をひそめたが、スウィフトは10代の少女たちにカントリー・ミュージックを聴いてもらうべく新たな領域に足を踏み入れた。
2006年10月24日、アルバム『Taylor Swift』が発売されBillboard 200に19位で登場し、発売後の1週間で6万1000枚以上を売り上げた。その後、Billboard 200では5位に上がり、カントリー・アルバム部門で1位を獲得した。現在、MySpaceでのストリーム数は2000万回を超え、MySpace内のカントリー歌手ランキングで1位を保っている。「ニューヨーク・タイムズ」紙は「このポップ調のカントリーはスウィフトのしっかりした訴えるような声によって快活さと皮肉を併せ持つ」と記した。「ザ・ニューヨーカー」誌のサーシャ・フレア・ジョーンズはこの16歳のスウィフトを「神童」と呼び、「「Our Song」を聴いた途端ハッとした」として「He's got a one-hand feel on the steering wheel, the other on my heart. （彼は片手でハンドルを、もう片方の手で私の心を感じているよう）」との歌詞を称賛した。「ローリング・ストーン」は「フレッシュだが意外と熟練した」と評し、「Our Song」の狂おしいほどのサビのメロディの歌い方をブリトニー・スピアーズやパッツィー・クラインのようだと称賛した。
2007年には、3枚目のシングルである「Our Song」がカントリーチャートで6週連続1位を記録する大ヒットとなった。

### 2008年 - 2009年:Fearless、グラミー賞最年少受賞

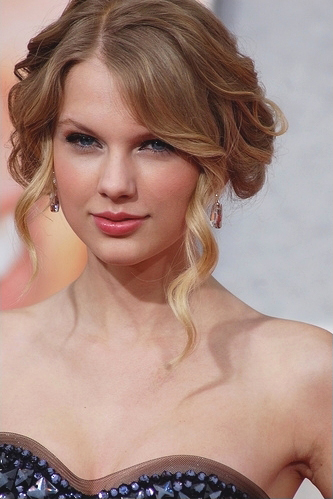
『シークレット・アイドル ハンナ・モンタナ』プレミアにて（2009年4月2日）

2008年11月11日に全米でセカンド・アルバム『Fearless（フィアレス）』をリリースした。リードシングルの「Love Story」は2008年9月に解禁された。2008年から2009年にかけて、「White Horse」、「You Belong with Me」、「15」、「Fearless」の4曲がリリースされた。「You Belong With Me」は、Billboard Hot 100で自己最高の2位に達した。アルバムは発売後1週間で59万2000枚を売り上げ、Billboard 200で初登場1位を記録し、全米で2009年のトップセールスアルバムとなった。また2008年の10月25日には、野球・MLBのワールドシリーズ第3戦で、試合前にアメリカ合衆国国歌『星条旗』を歌った。このシリーズにはフィラデルフィア・フィリーズが出場していた。スウィフトは7年前からフィリーズ傘下マイナーリーグ球団の試合で国歌独唱をしていたため、このシリーズに出場するフィリーズの選手のなかには知ってる選手が何人もいたと話す。
2009年9月13日、MTV Video Music Awards 2009で「You Belong With Me」により受賞した最優秀女性アーティスト・ビデオ賞受賞のスピーチをしている最中に、突然舞台上に泥酔して乱入してきた歌手のカニエ・ウェストにマイクを奪われ、スピーチを妨害されるというハプニングがあった。ショックのあまり舞台裏で母親と涙を流したそうだが、その後ビヨンセの計らいによりスピーチを改めて行った。カニエに対しては、テレビでの何度もの謝罪と、気にかけてくれる周りの人の温かさで、その後許したという。
第52回グラミー賞では、『Fearless』が最優秀アルバム賞と最優秀カントリー・アルバム賞に、「White Horse」は女性カントリー・ヴォーカル・パフォーマンス賞と最優秀カントリー・ソング賞に選ばれ、計4冠を獲得した。テイラーは最優秀アルバム賞を獲得した最年少のアーティストになった。ニューヨークタイムズのJon Caramanicaは、テイラーを「ここ数年間で最も重要な新しいポップスター」と表現した。また、カントリーミュージック協会賞のエンターテイナーオブザイヤー（最年少）とアルバム賞を受賞した。
ジョン・メイヤーの「Half of My Heart」に参加した。ケリー・ピックラーと「Best Days of Your Life」を共作し、テレビドラマ『シークレット・アイドル ハンナ・モンタナ』のサウンドトラックのために2作を作詞した。映画『バレンタインデー』のサウンドトラックに2曲を提供し、その1つの「Today Was a Fairytale」はカナダで1位を獲得した。この映画に高校のジョックの天然なガールフレンドとして出演したが、批評家からは「完全に不向き」と不評を受けた。CBSのCSI:科学捜査班の2009年のエピソードで反抗的なティーンエイジャーを演じた際には、ニューヨークタイムズから一定の評価を受けた。

### 2010年 - 2013年:Speak Now、Red

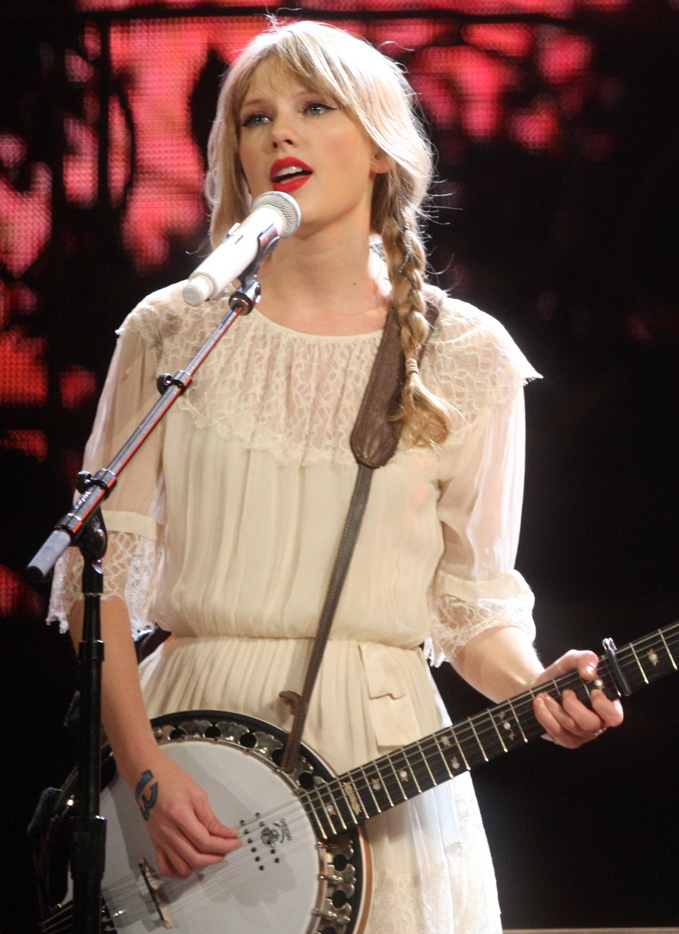
Speak Now World Tourにて（2012年3月9日）

2010年10月25日にリリースされた『Speak Now（スピーク・ナウ）』は成功を収め、Billboard 200で初登場1位になり、100万枚の売り上げを記録した16番目のアルバムになった。ギネス世界記録となる一週間に27万8000ダウンロードを記録し、女性アーティストによる最も売れているデジタルアルバムになった。Billboard Hot 100で10曲が初登場でランクインした最初の女性にもなった。アルバムのシングルのうち「Mine」、「Back to December」、および「Mean」はカナダでトップ10に達した。
「Mean」は、第54回グラミー賞で最優秀カントリー・ソング賞と最優秀カントリー・ソロ・パフォーマンス賞を受賞した。スウィフトは、ナッシュビルのソングライター協会によるソングライター/アーティスト・オブ・ザ・イヤー（2010年、2011年）、ビルボードによるウーマン・オブ・ザ・イヤー（2011年）、アカデミー・オブ・カントリーミュージックによるエンタテイナー・オブ・ザ・イヤー（2011,2012年）、カントリーミュージック協会賞（2011年）、2011年のアメリカン・ミュージック・アワードで、アーティスト・オブ・ザ・イヤーとフェイバリット・カントリー・アルバム賞を受賞した。ローリング・ストーンは、2012年の「史上最高の女性アルバムベスト50」で、『Speak Now』を45位にランクインさせた。「Speak Now World Tour」は2011年2月から2012年3月にかけて開催され、1億2300万ドル以上を売り上げた。
ザ・シビル・ウォーズとT・ボーン・バーネットと共作した「safe&sound」が第55回グラミー賞で最優秀楽曲賞 映画、テレビ、その他映像部門」を受賞した。
4thアルバム『Red（レッド）』は2012年10月22日にリリースされ、ハートランド・ロック、ダブステップ、ダンス・ポップなどの新しいジャンルが取り入れられた。アルバムは非常に大きな成功を収め、Billboard 200で初登場1位を記録し、最初の週の売り上げは約120万8000枚に達した。これはアメリカの10年間で最高の初動売り上げ枚数であった。また、数週間に200万枚を売り上げた初の女性歌手になった。アルバムに収録されたシングル『We Are Never Ever Getting Back Together』は、Billboard Hot 100で1位を獲得し、自身初の全米1位獲得となった。「Red Tour」は2013年3月から2014年6月まで開催され、1億5000万ドル以上の収入を上げた。ツアーは中国のチケット販売記録を破り、60秒で1万8000枚チケットが完売した。
『Red』のシングル「I Knew You Were Trouble」により、2013 MTV Video Music Awardsで最優秀女性ビデオ賞を受賞した。2012 American Music Awardsで最優秀女性カントリーアーティスト、2013年式典でアーティスト・オブ・ザ・イヤーに選ばれた。 彼女は2012年と2013年にそれぞれ5年連続と6年連続でナッシュビルソングライター協会のソングライター/アーティスト賞を受賞した。また、Special Pinnacle Awardを受賞し、ガース・ブルックスに次ぐ史上2番目の受賞者になった。
2013年、ジャック・アントノフと共作した映画「ワン チャンス」のサウンドトラックである「Sweeter Than Fiction」が第71回ゴールデングローブ賞で最優秀オリジナルソング賞にノミネートされた。カントリー歌手・ティム・マグロウの「Highway Don't Care」にも参加した。イリノイ州シカゴで開催されたローリング・ストーンズの50＆Countingツアーで彼らの曲「As Tears Go By」を披露し、このバンドがキャリアの展望に大きく影響していると述べた。
2012年3月には、アメリカのアニメ映画「ロラックスおじさんの秘密の種」に声優として出演し、2013年5月には、アメリカのコメディードラマ「New Girl / ダサかわ女子と三銃士」のシーズン2最終話にゲスト出演した。

### 2014年 - 2016年:1989

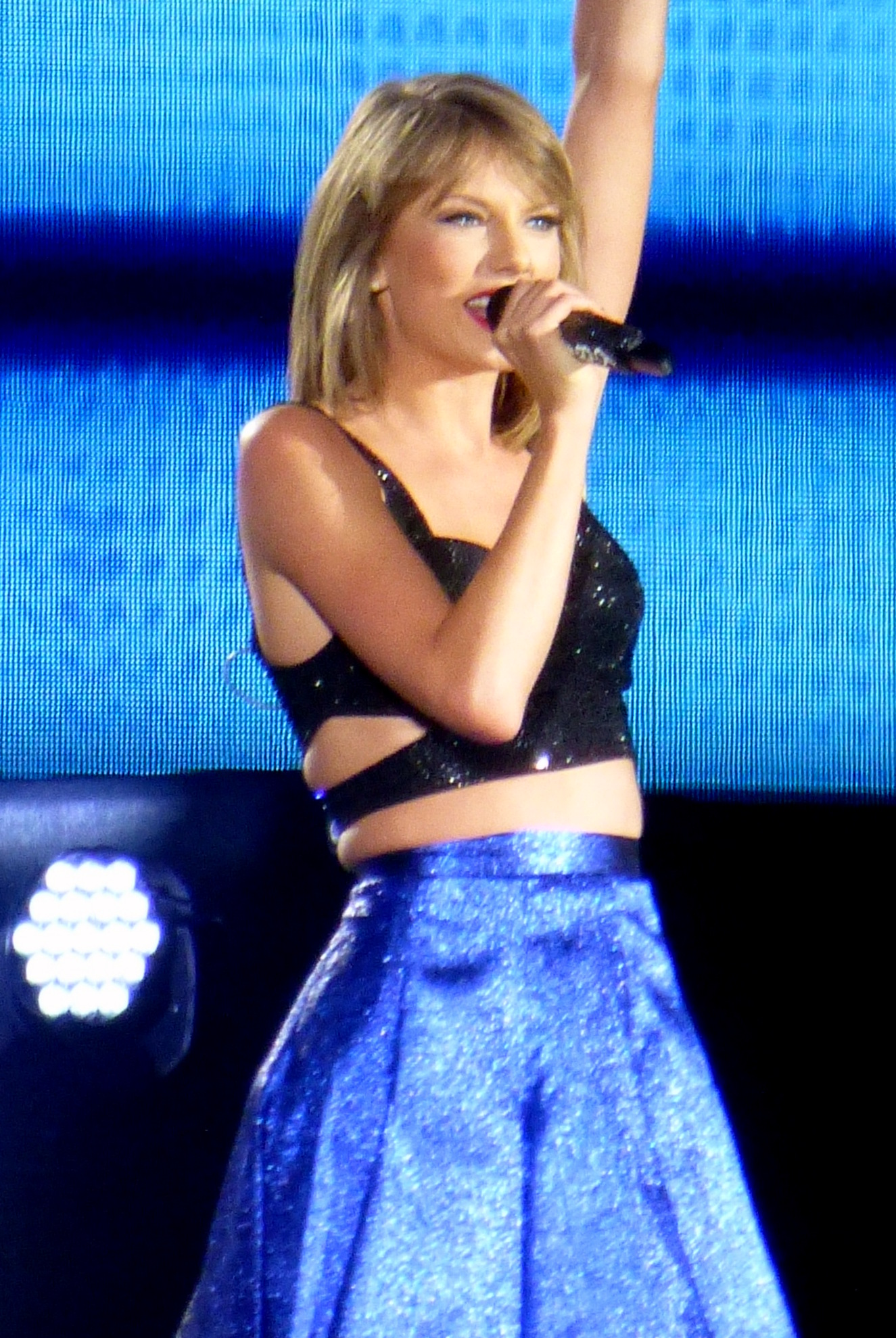
The 1989 World Tourにて（2015年5月30日）

2014年3月頃、スウィフトは5thアルバム『1989』の作成に取り組んでおり、「『1989』の秘密セッション」と呼ばれる秘密のアルバムリスニングセッションにファンを招待することを含む様々なキャンペーンを通してアルバムを宣伝した。アルバムは2014年10月27日にリリースされ、発売後一週間ですでに全米で約128万7000枚の売上を記録し、Billboard 200で1位を獲得。初週売上最高記録を保持する歴代アーティストたちに迫る売上を記録している。2017年6月の時点で、全世界で1000万枚超が販売された。シングルカットされた「シェイク･イット・オフ」と「ブランク・スペース」、「バッド・ブラッド」はともにBillboard Hot 100において1位となるヒットを記録した。2015 MTV Video Music Awardsで、「バッド・ブラッド」で最優秀ビデオ賞と最優秀コラボレーション賞を、「ブランク・スペース」で最優秀女性アーティスト・ビデオ賞と最優秀ポップ・ビデオ賞を受賞した。「The 1989 World Tour」は2億5000万ドル以上の売り上げを記録し、過去10年間で最も売上の多いツアーの1つとなり、東京ドーム公演では2日間で計10万4千人の観客を動員した。
2014年8月、アメリカのSF映画「ギヴァー 記憶を注ぐ者」に出演。
2014年、ニューヨーク市のグローバル・ウェルカム・アンバサダー（観光大使）に就任。
2015年3月、マドンナとiHeartRadio Music Awardsで共演し、マドンナの曲「ゴーストタウン」のギター演奏を担当して初めてコラボレーションした。
5月にミュージックビデオ「バッド・ブラッド」が公開後24時間以内で最も多い2010万回再生され、ラッパーニッキー・ミナージュのミュージックビデオ「Anaconda」の1960万再生回数の記録を破った。
スウィフトは、2014年にBillboard's Woman of the Yearに選ばれ、2回受賞した初のアーティストになった。またその年、アメリカン・ミュージック・アワードでは新設された “Dick Clark Award for Excellence” 賞を受賞した。2015年の同賞では、3冠に輝いた。2016年の第58回グラミー賞では、女性アーティストとしては史上初となる2度目の年間最優秀アルバム賞受賞を含む3冠を達成した。アカデミー・ オブ・カントリー・ミュージック・アワードではカントリー音楽界で大きな功績を残したアーティストに贈られるマイルストーンアワードを受賞した。
スウィフトは音楽は無料であるべきではないと以前より考えており、2014年にウォール・ストリート・ジャーナルへの寄稿で「音楽はアートです。アートとは、とても大切で稀少なものです。大切で希少なものには価値があります。価値があるものにはふさわしい対価が支払われるべきです。私は音楽が無料であるべきではないと思う」と述べている。こうした考えもあり、2014年11月にSpotifyを含む全てのストリーミングサービスから全アルバムを削除した。2015年6月にApple Musicが開始される際にも、ユーザーの3ヵ月間の無料トライアル中にAppleは音楽の権利者にロイヤリティーを一切払わない計画であることを批判し、「1989」を提供しないと発言した。その理由として、自分は十分お金を持っているが、3ヵ月間収入を失うことは弱小ミュージシャンにとっては厳しいからだといった。Apple側は、トライアル終了後は他のストリーミングサービスよりごくわずかに高い料率の印税を権利者に支払うと反論したが、結果的にApple側が正規の金額より少ないながらもこの無料期間中も印税を支払うという変更をしたことを受け、テイラーも楽曲を提供すると発表した。
2016年12月末、5000万枚以上のアルバムと1億5000万枚のシングルをこれまでに売り上げていると報じられた。

### 2017年 - 2018年:Reputation

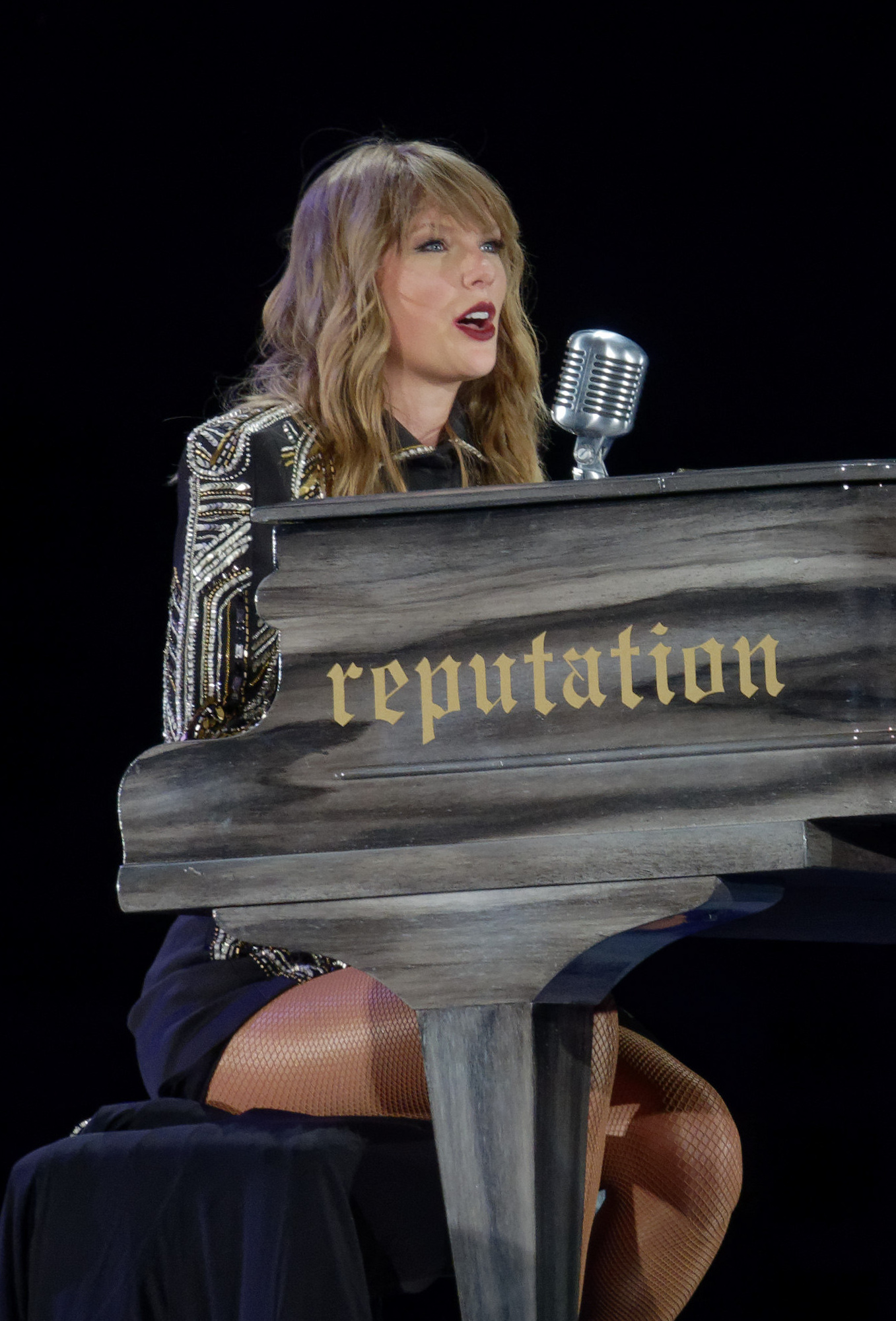
Reputation Stadium Tourにて（2018年5月22日）

ストリーミングサービスのユーザー、特に有料登録者数が増加したことで、アーティストの音楽配信サービスからの収益が増加し、物理的なメディアの売上の穴を埋め始めていることを受け、2017年6月に全楽曲をSpotifyやAmazon Music、Google Play Musicに再追加した。
ゼインとの共作「I Don't Wanna Live Forever」は、2017 MTV Video Music Awardsで最優秀コラボレーション賞を受賞した。
2017年8月、ファン交流会でテイラーの体を不適切に触ったとしてセクハラ訴訟合戦となっていた、DJのデヴィッド・ミューラーに対して勝訴した。
2017年8月18日にSNSの全投稿を削除し、新作アルバムの発表を匂わせた。8月25日に新作アルバムからのリーディングシングルとして「Look What You Make Me Do」をリリースした。この曲はオーストラリア、アイルランド、ニュージーランド、イギリス、そしてアメリカのチャートで1位を獲得した。このミュージック・ビデオはYouTubeでの公開から24時間で4320万回再生に到達し、当時の過去最多記録を更新した。また、Spotifyにおいて音源解禁日に史上初となる800万回再生超えを記録した。10月にアルバムのセカンドシングル「... Ready for it？」をリリースした。
2017年11月10日実に三年ぶりのアルバムとなる6thアルバム『Reputation（レピュテーション）』を発売。発売日は彼女と仲の悪いカニエ・ウェストのお母さんの命日だからという説もある。このアルバムは全米で初週に121.6万枚が売り上げられ、2017年の全米で最も売れたアルバムになった。これにより、テイラーは4枚のアルバムがアメリカで1週間以内に100万枚以上売り上げた初のアーティストとなった。また、アメリカ、イギリス、オーストラリア、カナダを含むいくつかの国で1位に輝いた。2018年5月から11月にかけて「Reputation Stadium Tour」を開催した。5月8日から10月6日までの間に米国で38公演を行い、チケット売上は2億6610万ドル（約300億円）に達し、米国の音楽業界史上、最大の売上を記録した。最終的に、ツアーは3億4500万ドルの売り上げを記録した。
2018年のアメリカン・ミュージック・アワードで、アーティスト・オブ・ザ・イヤーを含む4冠を達成し、過去の受賞を合わせると計23となり、女性アーティストによる史上最多記録を打ち立てた。しかし『Reputation』は、デビュー作『Taylor Swift』以来、もっともグラミー賞のノミネートが少ない作品に終わった。

### 2019年:Lover

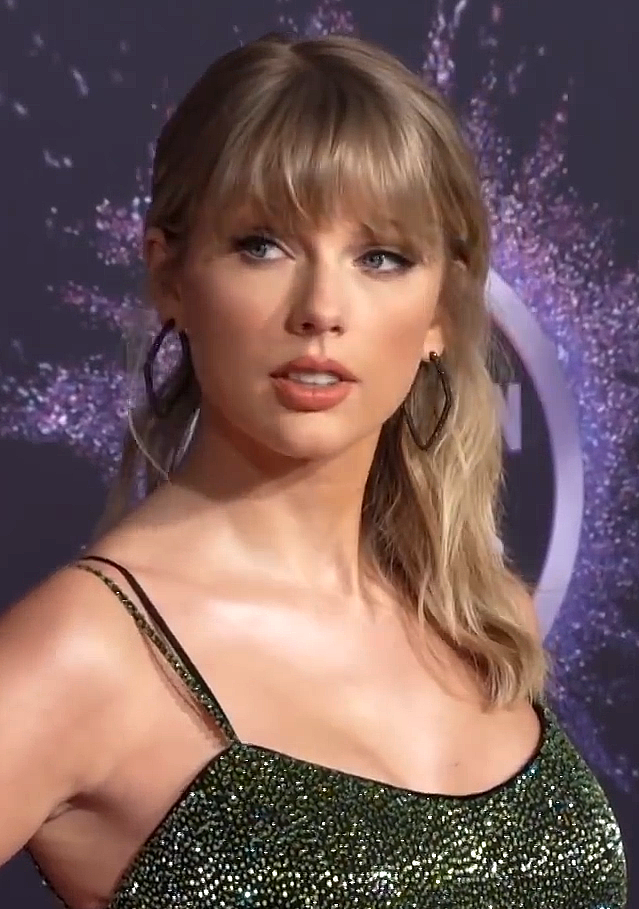
アメリカン・ミュージック・アワードにて（2019年11月25日）

2019年4月25日に、パニック!アット・ザ・ディスコのブレンドン・ユーリーをフィーチャーした「ME!」をリリース。スーパースターのメインストリーム・ポップへの帰還を見せたこの曲は、大いに話題となった。ミュージック・ビデオはYouTubeにおいて公開24時間で6520万再生を記録し、ソロアーティスト、および女性アーティストとして史上最高記録を更新した。この曲はBillboard Hot 100において初登場は100位だったが、2週目には2位になる史上最大の上昇を見せた。6月14日にはアルバムからの2番目のシングル「You Need to Calm Down」をリリース、そして7枚目のスタジオアルバム「Lover（ラヴァ―）」を8月23日にリリースすることを合わせて発表した。また、同曲は「ME!」と同じく全米2位を記録した。7月23日には、3枚目のシングル「The Archer」をリリースした。8月16日には、タイトルトラック「Lover」がリリースされた。8月23日に7枚目のアルバム『Lover』をリリース。アルバムに収録された全18曲はリリースと同時に全米シングルチャートにチャートインし、アルバムは1週間で全世界で300万枚のセールスを記録した。
12月には、映画『キャッツ』のボンバルリーナ役として出演し、映画のサウンドトラックとして「Beautiful Ghosts」をリリースした。スウィフトは、国際レコード・ビデオ製作者連盟より2019年に最も売れたアーティストに選ばれた。2014年以来、2度目の選出となった。

### 2020年:folklore、evermore

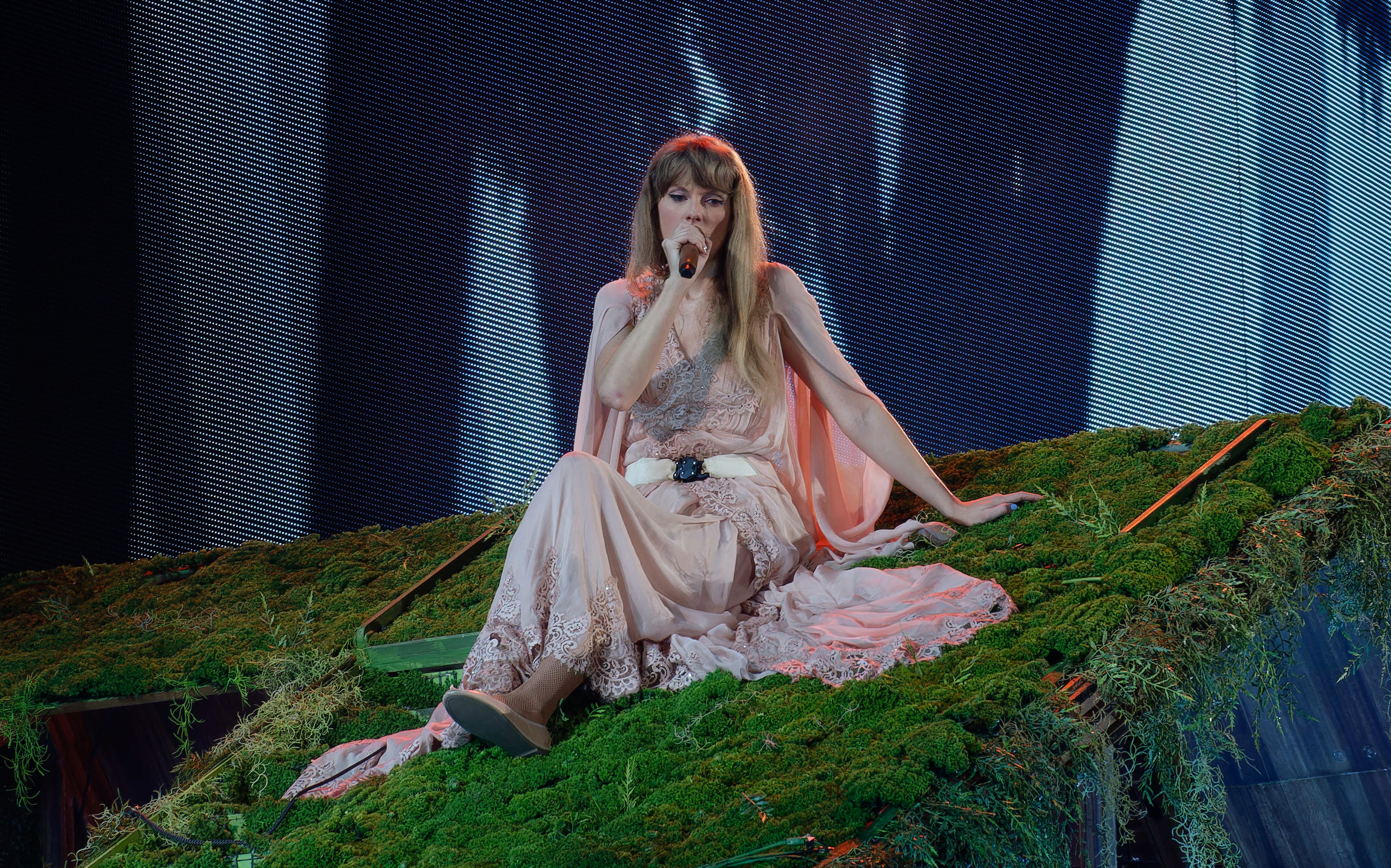
The Eras Tour「folklore」パフォーマンスより（2023年4月2日）

2020年1月30日、Netflixにて自身のドキュメンタリー映画となる「ミス・アメリカーナ」を配信。それに合わせて楽曲「Only The Young」をデジタルリリースした。
2020年3月23日、2016年にカニエ・ウェストが発表した楽曲の一部歌詞をめぐって両者の間で繰り広げられた論争の末に、彼の妻であるキム・カーダシアンが公開した電話の音声の全容がリークされた。2016年当時、テイラーは電話の音声は違法に録音され編集されたものだったと反論したが、世論はカニエ側だった。しかし、当リーク内容ではテイラー自身の2016年当時の主張が正しかったことが判明し、大きな話題となった。その後、キム・カーダシアンはTwitter上で反論している。
2020年4月17日、2019新型コロナウイルスの感染拡大を受け、年内に予定されていたコンサートの全てを中止すると発表した。これには同年7月に予定されていた2028年ロサンゼルスオリンピックのメインスタジアム（ソーファイ・スタジアム）のこけら落としとなるコンサートが含まれた。  
2020年7月23日、インスタグラムとツイッターにて、7月24日に8枚目のスタジオアルバム『folklore（フォークロア）』を発売することを発表した。発売前日の発表であったこと、そして前作「Lover」からわずか11ヶ月というショートスパンでの発表であったことは、大きな話題を読んだ。「この夏に計画していたことのほとんどが最終的に実現しなかったけれど、計画もしていなかったことが実現したの。それが通算8作目のアルバム『folklore』よ」とインスタグラムに投稿した文章で述べている。また、本作は、新型コロナウイルスによる隔離生活の中でプロデューサーのアーロン・デスナーとジャック・アントノフと共にリモートワークによって書かれている。発売後24時間で全世界で130万枚以上売り上げたことがRepublic Recordsによって発表されている。また、Spotifyでは、8060万回再生され、アルバム発売初日に最も再生された女性アーティストになった。Apple Musicでは3547万回再生され、初日に最も再生されたポップアルバムになった。
2020年12月10日、インスタグラムとツイッターにて、12月11日に9枚目のスタジオアルバム『evermore（エヴァーモア）』を発売することを発表した。本アルバムは12月26日付のBillboard 200で初登場首位、収録曲であるリードシングル「Willow」が12月26日付のBillboard Hot 100で初登場首位を獲得した。同じアーティストが同週に初登場での首位獲得を両チャートで2度達成したのは、Billboard史上初であった。

### 2021年 - 2024年: アルバム再録版のリリース、Midnights、The Eras Tour

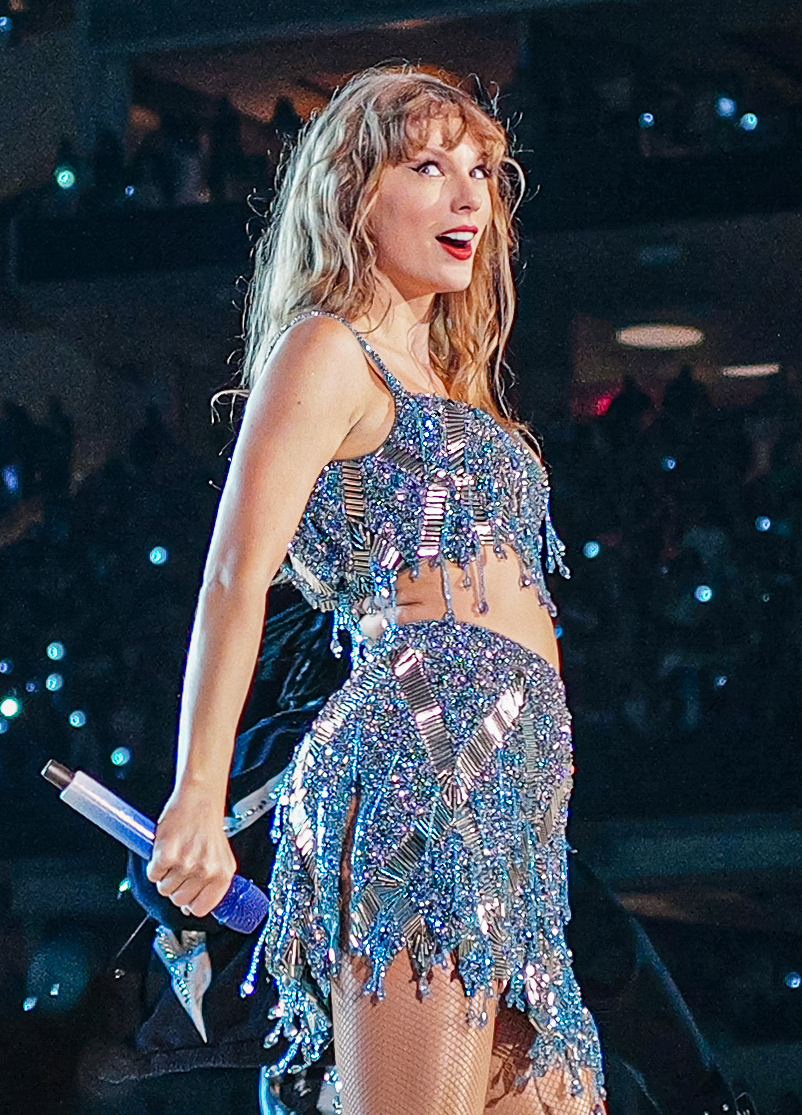
The Eras Tourにて（2023年8月9日）

2021年3月14日、第63回グラミー賞で6つのノミネートを受け、『フォークロア』が最優秀アルバム賞を受賞した。彼女は、歴史上初めてこの賞を3回受賞した女性歌手となった。
かねてよりスクーター・ブラウンによるテイラーの元所属レーベルであるビッグマシンレコード買収における騒動の中、テイラーが公言していた過去アルバムの再録版の第1弾として、2008年発売のアルバム『フィアレス』の再録版が『フィアレス（テイラーズ・ヴァージョン）』としてリリースされることが2021年4月9日に決定した。アルバムからは「ラブ・ストーリー」の2008年の再録音バージョンが2021年2月12日にリリースされた。
2021年11月12日に2枚目の再録音アルバム『レッド (テイラーズ・ヴァージョン)』をリリースした。
2022年10月21日に10枚目のスタジオアルバム『ミッドナイツ』をリリース。11月5日付のBillboard Hot 100でトップ10を独占し、同チャート64年の歴史で史上初の快挙となった。これについてツイッターで、「トップ10に10曲？？？私の10枚目のアルバムが？？？気が動転しています」と投稿している。また、同時にBillboard 200も制した。
2022年11月1日、テイラーは5回目のワールドツアー「The Eras Tour」を発表した。このツアーは2023年3月から8月上旬にかけて米国でスタートし、その後2023年8月下旬から2024年12月にかけて開催される国際コンサートが発表された。このツアーは2023年の最初の60公演で10億3900万ドル（約1494億円）を稼ぎ、史上最高の収益を上げたコンサートツアーとなり、10億ドルを超える収益を上げた初のコンサートツアーとなり、世界中で文化的、経済的に多大なプラスの影響を与えることになる。
2023年7月7日に3枚目の再録音アルバム『スピーク・ナウ (テイラーズ・ヴァージョン)』をリリースした。同年10月27日、4枚目の再録音アルバム『1989 (テイラーズ・ヴァージョン)』をリリースした。12月には、タイム誌の「パーソン・オブ・ザ・イヤー」に選ばれた。

### 2024年:The Tortured Poets Department

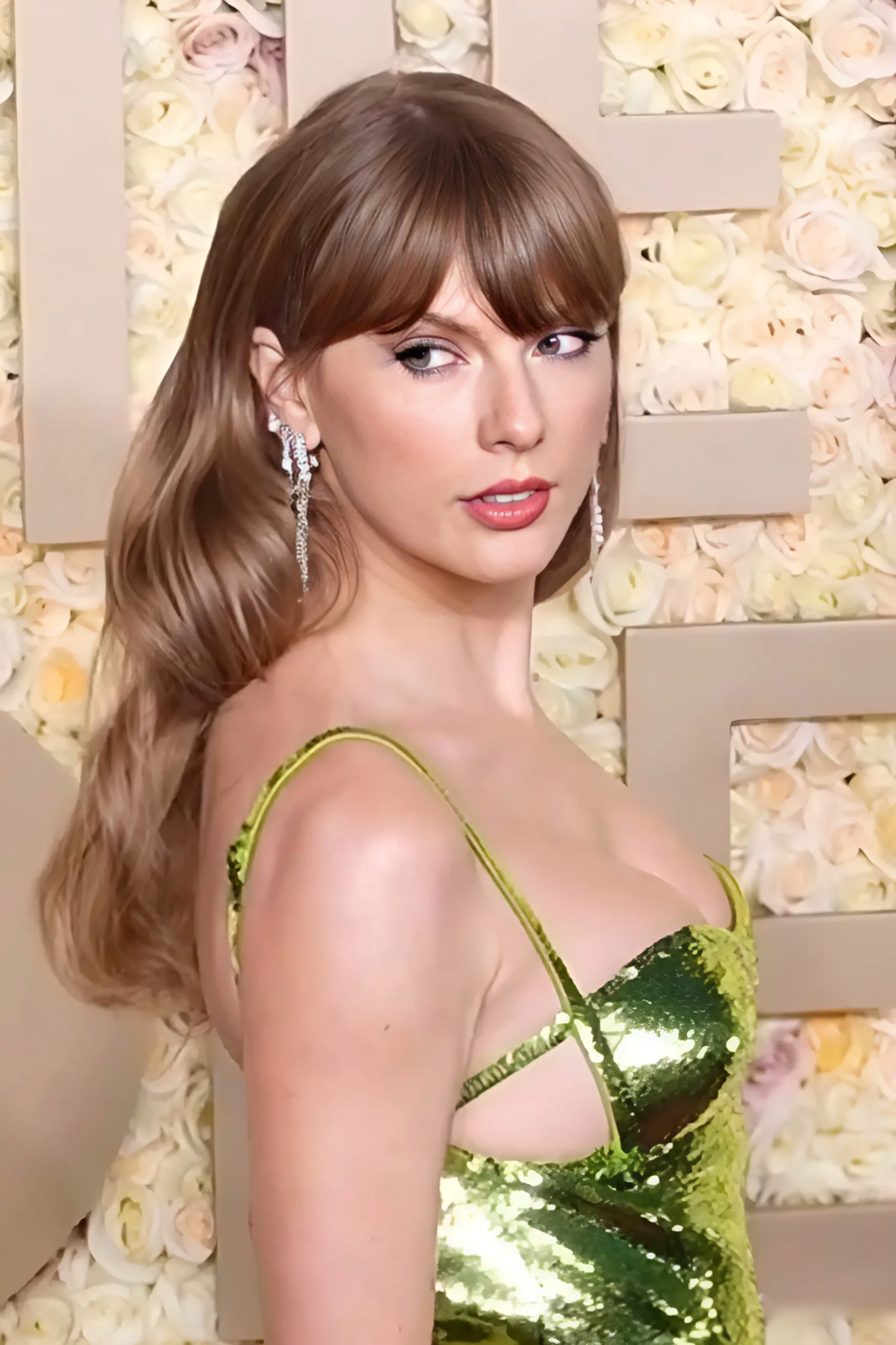
第81回ゴールデングローブ賞にて（2024年1月7日）

2024年2月4日、グラミー賞授賞式でスウィフトは11枚目のスタジオアルバム『ザ・トーチャード・ポエッツ・デパートメント』を発表した。なお、同授賞式において、アルバム『ミッドナイツ』が歴史上初となる「同一アーティストによる４枚目のアルバム・オブ・ザ・イヤー」を受賞した。アルバムは2024年4月19日にリリースされ、その2時間後にダブルアルバム版「THE TORTURED POETS DEPARTMENT: THE ANTHOLOGY」がデジタルプラットフォームでサプライズリリースされた。
アルバムは大部分の肯定的なレビューを受け、感情的な共鳴とウィットに富んだスウィフトのカタルシス的な作詞作曲を称賛された。また、商業的にも成功し、Spotify、Apple Music、Amazon Musicで最もストリーミングされたアルバムとなり、初週で261万枚を売り上げ、そのうちピュアセールスは191.4万枚、オンデマンドストリームは891.34回に達し、Billboard 200では一週間の総売り上げ枚数で2位、純売り上げでは3位となった。また、メインアルバムと「THE ANTHOLOGY」に収録された全31曲がBillboard Hot 100に初登場し、2024年4月29日付Billboard Hot 100のトップ14を独占した。スウィフトはアルバムのプロモーションのため、2024年5月9日にフランス・パリで行われる「The Eras Tour」のセットリストを刷新し、アルバムの曲をセットリストに追加した。

### 2025年 - The Life of a Showgirl
2025年8月12日、アメリカ東海岸時間の12時12分に12枚目のスタジオアルバム『ザ・ライフ・オブ・ア・ショーガール』の発売を自身の恋人トラビス・ケルシーがホストを務めるポッドキャスト番組で発表した。

## 楽曲制作
- 多くの楽曲が実体験を元に制作されている。なお、作詞・作曲には携帯電話を活用している。移動の車中、あるいは打ち合わせやパーティーの最中でも、詞や曲に使えそうな言葉・フレーズを思い付くと、その場で携帯電話にメモあるいは録音するようにしているため、怪訝な顔をされることもあるという。
- デビュー曲「Tim McGraw」は高校1年の時に作った曲で、卒業して遠くに行ってしまう上級生のボーイフレンドに対して、「2人でよく聴いたティム・マグロウの歌を耳にしたら、私のことを少しでも思い出してほしい」という願いを込められている。

- 1stアルバム『Taylor Swift』の「Teardrops On My Guitar」は高校1年生の時の失恋を歌っている。両想いだと思っていた彼には恋人が存在し、自分は女友達としか見られていなかったと気付いた際の心境が綴られている。

- 2ndアルバム『Fearless』にも収録されている大ヒットシングル「Love Story」は、両想いの彼と家族との間で揺れる彼女の切ない恋心を歌った曲である。同曲は映画「ロミオとジュリエット」からインスピレーションを得ている。
- 『Fearless』の「Hey Stephen」は、当時片思いであった男性に対して気持ちを伝えるために制作した曲である。同アルバムがリリースされた日、スウィフトはその男性に対して「5番を聴いて」とSMSを送ったという。

- 『Fearless』の「The Best Day」は、母・アンドレアに捧げた曲である。
- 『Fearless』の「Forever&Always」は、たった27秒の電話で一方的に自分を振ったジョナス・ブラザーズのジョー・ジョナスに宛てた曲である。

- 3rdアルバム『Speak Now』に収録されている「Back to December」はテイラー・ロートナーについて、「Dear John」はジョン・メイヤーについて、それぞれ書いた曲である。
- 4thアルバムの『Red』は、過去の大失恋をテーマにしているという。同アルバム内には、ジェイク・ギレンホールについて書いた曲があるという[162]。
- 『Red』の「I Knew You Were Trouble」や5thアルバム『1989』の「Style」は、ワン・ダイレクションのハリー・スタイルズに宛てた曲である[163]。他にも、『1989』に収録されている「Out Of The Woods」や「Shake It Off」の歌詞の一部もハリーに向けられている。
- カルヴィン・ハリスと共にリアーナの楽曲「This Is What You Came For」を作詞した際には、ニルス・ショーベリ（英語: Nils Sjöberg）というペンネームを使用した。

## その他の活動

### 社会貢献
- 自然災害後の救援寄付。2009年、アイオワ洪水の犠牲者のために赤十字に10 万ドルを寄付した。同年、山火事や洪水の被害者への募金を集めるシドニーの Sound Reliefコンサートに出演した。同年、BBCの「Children in Need」コンサートで歌い、13,000ポンドを集めた。2010 年、テネシー州洪水へ、50 万ドルを寄付した。2011年、米国の竜巻の被害者のための慈善コンサートとして『Speak Now』ツアーのドレスリハーサルを利用し、75万ドル以上を集めた。2016年、ルイジアナ州の洪水救援活動 に100万ドル、Dolly Parton消防基金に10万ドルを寄付した。[164]2017年、ハリケーン・ハーベイの後、フードバンクに寄付した。[165] 2020年、2023年、テネシー州竜巻救済のために100万ドルを寄付した[166]。

- 2011年3月11日に発生した東日本大震災により被災した人々と日本に住む全ての人に向けてのメッセージとして、MUSIC PEN CLUBにて「日本で被災された皆さんに、私の想いと祈りと愛をお送りします」と述べた[167][168]。2012年には、アルバム『Speak Now』に収録された楽曲「The Story Of Us」のデジタル・セールスの売り上げを被災地に全額寄付した[169]。
- 2012年5月、故郷ナッシュヴィルにある「カントリー・ミュージック殿堂博物館」に、400万ドル（日本円で約3億2000万円）を寄付した[170]。
- 2014年3月、ファンの結婚祝いパーティにサプライズ出席し、キッチン用品や手書きのアート作品などを贈った。また、病気の子供たちを元気づけるために、小児病院を訪問した。8月には、90人のファンをニューヨークの自宅に招待してパーティを開催。ファンは「私たち一人一人が親友であるかのように接してくれた」と語った。9月には、30人のファンに自身が焼いたクッキーを振る舞い、2ショット撮影に応じた[171]。
- 2014年秋、ニューヨークのグローバル・ウェルカム・アンバサダー（観光大使）に就任。シングル「Welcome to New York」の収益すべてを市内の公立学校に寄付した。若者を支援する組織「Do Something」が選ぶ「最もチャリティに貢献したスター」に選出された[172][173]。
- がん研究にも寄付をしている。 2011年、テネシー州セント・ジュード小児研究病院に25,000ドルを寄付した[174]。2012年、en:Stand Up to Cancerの慈善番組に参加し、神経芽腫で亡くなった子どもを追悼して書いたシングル「Ronan」を演奏した。また、Vがん研究財団に10万ドルを寄付し[175]、フィラデルフィア小児病院に5万ドルを寄付した。
- 2015年4月、癌を患う12歳の少女エミリーに電話をかけて、スウィフトと話をするという夢を叶えた[176]。7月7日、白血病の治療でスウィフトのコンサートに行くことができない11歳の少女に5万ドル（日本円で約610万円）の寄付を行い、「美しくて、勇敢なナオミ。コンサートに来れなくて残念だわ。でも、コンサートならいつでもたくさんあるわ。あなたが良くなることに集中しましょう。あなたとあなたの家族に大きなハグを送るわね」とメッセージを添えた[177]。

- 新型コロナのパンデミック中、世界保健機関とフィーディング・アメリカに寄付し、レコード店を支援した[178]。Global Citizenのためにレディー・ガガが企画した慈善音楽テレビ番組で「Soon You'll Get Better」を演奏した[179]。

- 2023年、The Erasコンサートツアー中、各地でフードバンクに寄付を行った。また、彼女はツアー全体を通じて地元企業を雇用し、5,500万ドルのボーナスを支払った[180]。

- 2024年、アメリカ南部を立て続けに襲ったハリケーンによる被災地に向け、フードバンク団体を通じて500万ドルの支援を行った[181]。

### 人権擁護
- フェミニストであり、性差別やLGBTへの差別を批判している[182]。2008年にゲイの少年が殺害されたカリフォルニア同性愛者殺害事件が発生した際、ヘイトクライムに反対するGLSENの公共広告の収録に参加した[183] 。事件から1年後、自身の両親から「愛する対象や、肌の色、宗教などで他人を判断してはいけない」と教えられたと、アメリカの雑誌Seventeenの取材に対して述べている[184] 。いじめへの反対を歌った「Mean」のミュージックビデオは高校でのホモフォビアも題材にしており、2011年のMTVビデオミュージックアワードのソーシャル・アクティビズム部門にノミネートされた[185][186]。他にも、7thアルバム『Lover』に収録されている「You Need To Calm Down」はLGBTへの差別について、「The Man」は性差別について歌っている。ニューヨークタイムズは「ゲイのファンに対して、辛い時でも自分のアイデンティティを受け入れるよう歌い上げる彼女は、若くて真っ直ぐな新世代の女性の一人だ」と評している[185]。

- 中絶の権利プロチョイスを主張している[187]2018年、セクシャルハラスメントに対する団体Time's Upを創設した。[188]また、2019年、LGBTの権利も擁護し、差別を禁止する平等法の可決を求めた。同年、LGBT 団体のテネシー平等プロジェクトとGLAADに寄付をした[189]2018年と2021年、性的暴行啓発月間を記念して、レイプ、虐待、近親相姦全国ネットワークに寄付した。[190]。

- 米国のen:March for Our Lives運動と銃規制改革の支持している。また、白人至上主義、人種差別、警察の残虐行為を批判している。2020年、NAACP の法的弁護教育基金とブラック・ライヴズ・マター運動に寄付した[191]。

### 政治活動
- 2008年の大統領選挙の際、女性の政治進出を応援する「Every Woman Counts」や、投票を促す「Vote (For Your) Country」に参加した[192] 。「皆さんがどう投票するかについて影響を与えることを自分の仕事だとは考えていません」と述べた一方[15] 、バラク・オバマの就任式の後には、「この国がここまで政治的決定で幸せになったことを見たことがありません。これが私にとって初めての選挙となったことは光栄です」とアメリカの雑誌ローリング・ストーンに対して、オバマを支持する姿勢を見せた[193]。
- 2012年のインタビューの中では、「できるだけ勉強をし、確かな情報に基づいて発信するよう心がけている」と明かした上で、いたずらに他人に影響を与えないようにするために、政治から距離を置く姿勢をとった[194][195]。 メディアはこの姿勢を批判し、アメリカのニュースメディアポリティコは「馬鹿馬鹿しいほどに政治へ無関心だ」と述べた[196] 。また、トランプを支持するオルタナ右翼たちの間で広まった「実は隠れトランプ」という噂が「実は白人至上主義者」にエスカレートし、ナチスと結びつけたインターネット・ミームが発生したほか、彼女をアーリア人の女神と呼ぶ者まで出てきた[197][198]。
- 2018年10月7日、自身のInstagramに、11月に行われる中間選挙で民主党を支持する意向を明らかにし、上院の選挙でフィル・ブレデセンを、下院の選挙ではジム・クーパーに投票すると述べた[199][200] [201][195]。 また、可能な限り女性の候補者に投票するとした上で、共和党のマーシャ・ブラックバーンを支持できないと述べ、性的少数者の権利や性別・人種上の平等の獲得、および制度的人種差別の撤廃に向けて戦いたいと語った[202][203]。また、2018年のアメリカン・ミュージック・アワード2018のアーティスト・オブ・ザ・イヤーの授賞式の場でも同様の発言をしている[204]。この発言に対しアメリカ合衆国大統領のドナルド・トランプは、スウィフトがブラックバーンについてよく知らないのではないかと述べ、彼女の音楽が25%嫌いになったと発言した[201]。有権者登録をし投票を呼びかけるInstagramの投稿には、数時間で100万以上のいいねがついたほか[203]、25万件のオンライン有権者登録があった[205][206][207] 。非営利団体Vote.orgは、10月7日以降の登録の6割以上が18歳から29歳だったことを明らかにし、呼びかけによる影響の度合いは不明としつつも、彼女のファン層との重複を指摘している[205]。
- 2024年9月10日、同日に行われた2024年アメリカ合衆国大統領選挙のテレビ討論会終了後に自身のInstagramにおいて、民主党で大統領候補のカマラ・ハリス及び副大統領候補のティム・ウォルズに投票する意向を示した。また、共和党の副大統領候補であるJ・D・ヴァンスが過去にハリスなどに対して「子どものいない『猫好きの女性』」と発言したことを受けて、「テイラー・スウィフト、子なし猫好き女性」と署名した[208][209]。これを受けて、スウィフトのInstagram経由で有権者登録に関するサイトを訪問した人数が33万人超に上ったことを翌11日に連邦政府の一般調達局が明らかにした[210][211]。
- ケネディ家とも交流があり[212] 、ロバート・ケネディの妻であるエセル・スカケル・ケネディを称賛している[213]。

## 人物

### 評価
- グラミー歌手サム・スミスは男性誌『GQ』で、「テイラー・スウィフトは素晴らしいよ…彼女はロールモデルだね」「彼女のことをとても尊敬しているんだ。彼女はたくさんのレコードを売ることができて、経済的にたくさんの人をハッピーにして、でも、深い感情をキープしている。正直なね」と述べた[214]。
- 女優レナ・ダナム[注 1]は『Glamour』誌で、「テイラーは私の良き友なの。いつも彼女に電話したり、メールをしているわ。彼女は私に勇気をくれるし、最善の選択をするのに役立つアドバイスをくれるの。彼女はクリエイティブ面で素晴らしい本能を発揮するのよ」と称賛した[215]。
- 女優・歌手ゼンデイヤ[注 1]は『ピープル』誌のインタビューで、「彼女って本当にスウィートハートなの。テイラーはただ、本当に本当に優しいひとなの。（中略）いつでも彼女に会えるって、クールよ。テイラーはみんなを、永遠の友だちみたいに扱ってくれるの」と語った[216]。
- 英『MAXIM』誌が発表する「2015年最もホットな女性100人」の第1位に選ばれた[217]。
- 2023年7月22日から7月23日にかけてシアトルのルーメン・フィールドで開催されたコンサートにおいて、観客が起こした振動が近隣の地震計に観測され「Swift quake」と呼称されるものとなった[218]。これは同地でかつて観測されたビースト・クエイク（英語版）[注 2]と比較して、マグニチュードは0.3相当しか変わらないものの振幅は2倍となり、継続時間もより長い揺れとなった[220]。

### 交際
- 過去にジョナス・ブラザーズの次男ジョー・ジョナス[221]や俳優のテイラー・ロートナー[222]と交際していた。2010年には一時ジェイク・ジレンホールと交際報道があったが、2ヶ月で破局[223]。そのことについてテイラーは、「彼のためにこのことは歌詞にしない」と述べている。
- 2012年の8月には、ジョン・F・ケネディの甥にあたるロバート・F・ケネディ・Jrの息子であるコナー・ケネディと交際したが10月に破局[224]。2012年12月頃から、ワン・ダイレクションのハリー・スタイルズと交際していたが約一ヶ月半という期間で破局した[225]。2015年にはDJのカルヴィン・ハリスと交際しており[226][227]、6月にスウィフトとハリス、ジョー・ジョナスとジジ・ハディッドのダブルデートが報じられた[228][229]。2016年秋頃からは俳優のジョー・アルウィンと交際していたが、2023年4月に破局が報じられた。
- 2023年から2024年にかけてはNFLのカンザスシティ・チーフスのタイトエンドのトラヴィス・ケルシーと交際し、しばしば彼の試合をスタジアムで見ているところが放送された[230][231]。そのチーフスが出場した第58回スーパーボウル（2024年2月開催）では直前にThe Eras Tourの東京公演を控えていたこともあり、スウィフトがスーパーボウルを現地観戦するかどうかが話題となり、在米日本大使館を巻き込む騒動になった[232][233]。スウィフトは2024年2月10日の東京公演終了直後に羽田空港に移動した上で帰国の途に就き、翌11日にネバダ州ラスベガスのアレジアント・スタジアムで開催されたスーパーボウルの試合を観戦[234][235]。試合は25-22でサンフランシスコ・フォーティナイナーズに勝利し、チーフス2連覇の瞬間を見届けた[236]。

### 友人関係
テイラーは多くのセレブの友達を持つことで知られるが、その中でも時期によって親しく付き合う人の顔ぶれはよく変わる。
そんな中で歌手で女優のセレーナ・ゴメスとは長年に渡る親友であり一緒に出かけているところをよくパパラッチされている。2人はお互いに姉妹みたいだと言って慕っている。更にテイラーについてゴメスは「業界の中で唯一の友達」と評している。
他にも、歌手のエド・シーラン、同じく歌手のロード、ヴィクトリアズ・シークレットモデルのカーリー・クロスなどと親交がある。

## 資産
- 2009年、20歳のテイラーはナッシュビルの実家から20分離れた場所にあるコンドミニアムの18階最上部ペントハウスを200万ドル（1億8400万円/$=92円）で購入した。部屋の面積は301m2（平方メートル）。彼女の人生で彼女が最初に購入したマイホーム。豪華なコンドミニアムの名称は「The Adelicia」（ザ・アデリシア）。
- 2011年、両親のためにナッシュビル郊外フォレストヒルズに1925年築のギリシャ復興様式の邸宅を250万ドル（2億円/$=80円）で購入した。敷地7200坪、本館とゲストハウス二つの建物床面積は706m2。ノーザンバーランドエステートと呼ばれるこの家は元駐デンマーク米国大使が建てた伝統と格式がある。
- 2011年、22歳のテイラーはビバリーヒルズのフランクリンキャニオンの丘に接する1941年築のケープコッド様式邸宅を355万ドル（2億8400万円/$=80円換算）で購入。敷地1600坪、建物床面積240m2。西海岸の住居として4年間使用された後に売りに出され、2018年に400万ドル（4億4400万円/$=111円換算）で売却された。この邸宅は『ヴォーグ』の企画「73 Questions」YouTubeで視聴者に公開されている。
- 2012年、ビバリーヒルズポストオフィス地区（BHPO）にある1959年築のモダンな平屋の家を180万ドル（1億4400万円/$=80円）で購入。敷地237坪、建物床面積274m2。スウィフトがビバリーヒルズに滞在している際のゲスト用として使用後、2018年に270万ドル（2億9970万円/$=111円）で売却された。
- 2013年、東海岸の夏の別荘地として名高いウェスタリーウォッチヒルの1930年築オーシャンフロントの大邸宅を1780万ドル（17億8000万円/$=100円）で現金購入。敷地6270坪、建物床面積1115m2。2016年当時のボーイフレンド、トム・ヒドルストンと一緒にサーフィンで戯れているのをパパラッチされた。
- 2014年、ニューヨークトライベッカの1882年築コンドミニアムのデュプレックス・ペントハウスを2,000万ドル（20億4000万円/$=102円）で購入。隣り合う2つの物件を結合したペントハウスの面積は771m2。元の所有者で売主はロード・オブ・ザ・リングでアカデミー監督賞を獲得したピーター・ジャクソン。スウィフトはこの家が寂しいという理由で入居三か月でビバリーヒルズに戻った[243]。
- 2015年、ビバリーヒルズの1934年築の邸宅を2500万ドル（30億円/$=120円換算）で購入、3年かけてオリジナルに忠実に綿密な修復をした。伝統と格式を後世に残すというスウィフトの希望に応えてビバリーヒルズ市議会は全会一致でこの邸宅を歴史的建造物に指定した。この邸宅はもともとハリウッドの伝説的プロデューサーであるサミュエル・ゴールドウィンが建て、彼と彼の家族と子孫（トニー・ゴールドウィン）の家でした。ザ・ビバリーヒルズホテルから北の丘の邸宅の敷地は2400坪、建物床面積1020m2。現在スウィフトの西海岸の主邸宅となっている。
- 2017年、トライベッカに所有のペントハウスと接する3階建てのタウンハウスを1800万ドル（19億8000万円/$=110円）で購入。総床面積は464m2。
- 2018年、トライベッカに所有のペントハウスと同じコンドミニアムの中にある329m2の別の部屋を980万ドル（10億7800万円/$=110円）で追加購入。ニューヨークに所有する3つ目の物件（デュプレックスペントハウスは二つを結合したので4つ目の物件ともいえる）となり、これまでにニューヨークの物件に総額4800万ドル（52億8000万円）を投資した。これら3つの物件を内部で結合する計画が進行中。
- スウィフトがビバリーヒルズで運転していることで知られているのが黒のトヨタ・セコイアで、これで買い物や用事を済ませている姿を度々撮影されている。ほかにも18歳の誕生日にビッグマシンレコードから贈られたピンク色のシボレー・シルバラードは彼女にとって最初の車。黒メタリックのポルシェ・ターボ（997）、白のアウディ・R8はデートで目撃された。ナッシュビル滞在時は黒のトヨタ・ランドクルーザー200系を運転している。母親も銀色のトヨタ・ランドクルーザー（200系）所有者。ニューヨーク滞在時は警護と運転手付きのキャデラック・エスカレードに乗車。2018年にスウィフトの白いアウディ・R8が中古市場に売りに出され18万ドルで販売された。
- スウィフトは2機のビジネスジェットを保有している。ダッソー・ファルコン 50（中古機4億円）、ダッソー・ファルコン 900（40億円）。1機あたり年間43万ドル（4600万円）のコストを支払っている。

## 受賞歴

### 音楽賞

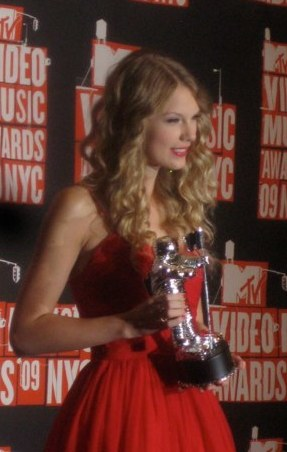
MTV Video Music Awards 2009にて（2009年9月13日）

- CMT Music Awards - 「Breakthrough Video of The Year: Tim McGraw」受賞（2007年）
- Country Music Association Awards - 「Horizon Award」受賞（2007年）
- アメリカン・ミュージック・アワード
  - 「Favorite Female Country Artist」受賞（2008年）
  - 最優秀（ポップ/ロック）アルバム賞、年間最優秀アーティスト、最優秀女性アーティスト（ポップ/ロック）、最優秀ツアー賞
- ティーン・チョイス・アワード - 「Breakout Artist」受賞（2008年）
- CMT Music Awards - 「Female Video of the Year: Our Song」、「Video of the Year: Our Song」受賞（2008年）
- アカデミー・オブ・カントリーミュージック - 「Top New Female Vocalist」受賞（2008年）
- IFPI Global Recording Artist of 2014（2015年）[244]
- 第64回BMI ポップ・アワード（2016年）[245][246]
  - テイラー・スウィフト賞、ソングライター・オブ・ザ・イヤー
- MTV Video Music Awards
  - 「Best Female Video」受賞（2009年）
  - 最優秀ビデオ賞/最優秀コラボレーション賞（2015年） - テイラー・スウィフト feat. ケンドリック・ラマー 「バッド・ブラッド」[247]
  - 最優秀女性アーティスト・ビデオ賞/最優秀ポップ・ビデオ賞（2015年） - 「ブランク・スペース」[247]
- MTVヨーロッパ・ミュージック・アワード
  - 最優秀楽曲賞（2015年） - テイラー・スウィフト feat. ケンドリック・ラマー「バッド・ブラッド」[248]
- ビルボード・ミュージック・アワード
  - アーティスト・オブ・ザ・イヤー（2013年 ）
  - 最優秀アーティスト、最優秀女性アーティスト、最優秀アルバム賞「1989」 （2015年 ）[249]
- 米ビルボード誌 「ウーマン・オブ・ザ・イヤー」（2014年）[250]

| グラミー賞 | 受賞 | ノミネート | 備考             |
| ---------- | --- | --- | ---------------- |
| 第50回     | | 最優秀新人賞 |                  |
| 第52回     | 最優秀カントリー・アルバム賞（Fearless） 最優秀カントリー・ソング賞（White Horse） 最優秀女性カントリー・ボーカル・パフォーマンス賞（White Horse） 最優秀アルバム賞（Fearless） | 最優秀ポップ・コラボレーション賞ボーカル部門(Breathe) 最優秀女性ポップ・ボーカル・パフォーマンス賞（You Belong With Me） 最優秀楽曲賞（You Belong With Me） 最優秀レコード賞（You Belong With Me）                                                                          |                  |
| 第54回     | 最優秀カントリー・ソング賞[2]（Mean） 最優秀カントリー・ソロ・パフォーマンス賞（Mean）                                                                                          | 最優秀カントリー・アルバム賞（Speak Now） | [2]は2度目の受賞 |
| 第55回     | 最優秀楽曲賞映画、テレビ、その他映像部門（Safe & Sound） | 最優秀カントリー・デュオ・グループ・パフォーマンス賞（Safe & Sound） 最優秀レコード賞（We Are Never Ever Getting Back Together） |                  |
| 第56回     | | 最優秀カントリーアルバム賞（Red） 最優秀カントリー・ソング賞（Begin Again） 最優秀カントリー・デュオ・グループ・パフォーマンス（Highway Don't Care） 最優秀アルバム賞（Red）                                                                                                |                  |
| 第57回     | | 最優秀ポップ・ソロ・パフォーマンス（Shake It Off） 最優秀楽曲賞（Shake It Off） 最優秀レコード賞（Shake It Off） |                  |
| 第58回     | 最優秀ミュージック・ビデオ賞（Bad Blood） 最優秀ポップ・ボーカル・アルバム賞（1989） 最優秀アルバム賞[2]（1989）                                                                | 最優秀ポップ・デュオ・グループ・パフォーマンス賞（Bad Blood） 最優秀ポップ・ソロ・パフォーマンス賞（Blank Space） 最優秀楽曲賞（Blank Space） 最優秀レコード賞（Blank Space）                                                                                               |                  |
| 第60回     | | 最優秀楽曲賞映画、テレビ、その他映像部門（I Don't Wanna Live Forever） 最優秀カントリー・ソング賞（Better Man） |                  |
| 第61回     | | 最優秀ポップ・ボーカル・アルバム賞（reputation） |                  |
| 第62回     | | 最優秀ポップ・ボーカル・アルバム賞（Lover） 最優秀ポップ・ソロ・パフォーマンス賞（You Need To Calm Down） 最優秀楽曲賞（Lover） |                  |
| 第63回     | 最優秀アルバム賞[3]（folklore） | 最優秀楽曲賞映画、テレビ、その他映像部門（Beautiful Ghosts） 最優秀ポップ・ボーカル・アルバム賞（folklore） 最優秀ポップ・デュオ・グループ・パフォーマンス賞（exile） 最優秀ポップ・ソロ・パフォーマンス賞（cardigan） 最優秀楽曲賞（cardigan）                             | [3]は3度目の受賞 |
| 第64回     | | 最優秀アルバム賞（evermore） |                  |
| 第65回     | 最優秀ミュージック・ビデオ賞[2]（All Too Well: The Short Film） | 最優秀楽曲賞映画、テレビ、その他映像部門（Carolina） 最優秀カントリー・ソング賞（I Bet You Think About Me [Taylor's Version] [From The Vault]） 最優秀楽曲賞（All Too Well [10 Minute Version][The Short Film]）                                                            |                  |
| 第66回     | 最優秀ポップ・ボーカル・アルバム賞[2]（Midnights） 最優秀アルバム賞[4]（Midnights）                                                                                             | 最優秀ポップ・デュオ・グループ・パフォーマンス賞（Karma） 最優秀ポップ・ソロ・パフォーマンス賞（Anti -Hero） 最優秀楽曲賞（Anti-Hero） 最優秀レコード賞（Anti-Hero） | [4]は4度目の受賞 |
| 第67回     | | 最優秀ミュージック・ビデオ賞（Fortnight） 最優秀ポップ・ボーカル・アルバム賞（THE TORTURED POETS DEPARTMENT） 最優秀ポップ・デュオ・グループ・パフォーマンス賞（us.） 最優秀楽曲賞（Fortnight） 最優秀アルバム賞（THE TORTURED POETS DEPARTMENT） 最優秀楽曲賞（Fortnight） |                  |
| 合計       | 受賞：14回 | ノミネート：58回 |                  |

### 資産家ランキング
- 2009年度、アメリカの経済誌「フォーブス」が発表する「The Celebrity 100」に初めて選出される。2008年6月1日からの1年間で1800万ドル（日本円で約18億円）を稼いだとして69位にランクインした[251]。
- 翌2010年度の同ランキングにおいて、アルバム『Fearless』の大ヒットやグラミー賞受賞、ツアーの大成功などにより「Teen Stars」カテゴリー最高位となる12位まで順位を上げ、推定所得は4500万ドル（日本円で約45億円）となった[252]。 同誌が発表した「ハリウッドで最も稼いだ女性」では9位にランクインした[253]。
- 2011年4月、両親のためにテネシー州ナッシュヴィルに140万ドルの家を購入[254]。1920年代の建物で、敷地は7200坪、建物床面積は465m2。ベッドルームが3部屋、テラスには大きな外用の暖炉があり、肌寒い時期でも外でゆったりとした時間が過ごせるようになっているという。テイラーの関係者は「とてもいい家で、テイラーもオフの時は両親に会いに行って泊まっています。両親が喜んでいるのがうれしいようですよ」とコメントした[255]。
- 2011年度以降の「The Celebrity 100」におけるテイラーの順位と推定所得の推移は、7位（4500万ドル、2011年度）[256]、11位（5700万ドル、2012年度）[257]、6位（5500万ドル、2013年度）[258]、18位（6400万ドル、2014年度）[259]、8位（8000万ドル、2015年度）[260] となっている。
- また、2011年度は「最も稼いでいる30歳未満のセレブ」で5位に[261]、「最も稼いだ女性ミュージシャン」では2位に[262]ランクインしている。2012年度以降の「最も稼いだ女性ミュージシャン」のテイラーの順位の推移は2位（2012年度）[263]、3位（2013年度）[264]、2位（2014年度）[265]、2位（2015年度）[266] となっており、2011年度から5年連続でTOP3入りを果たしている。
- 2015年度は「最も稼いだセレブカップル」の第1位に、カルヴィン・ハリスと共に選ばれた。推定所得は2人合わせて1億4600万ドルとなった[267]。
- 2021年4月時点のスウィフトの総資産は3億6000万ドル（388億8000万円/108円換算）、このうち不動産ポートフォリオは8100万ドル（87億4800万円/108円換算）と推定される。世界の最も裕福な歌手の6位。

## ディスコグラフィ

### スタジオ・アルバム
1. 『テイラー・スウィフト』 - Taylor Swift（2006年）
2. 『フィアレス』 - Fearless（2008年）
3. 『スピーク・ナウ』 - Speak Now（2010年）
4. 『レッド』 - Red（2012年）
5. 『1989』 - 1989（2014年）
6. 『レピュテーション』 - reputation（2017年）
7. 『ラヴァー』 - Lover（2019年）
8. 『フォークロア』 - folklore（2020年）
9. 『エヴァーモア』 - evermore（2020年）
10. 『ミッドナイツ』- Midnights（2022年)
11. 『ザ・トーチャード・ポエッツ・デパートメント』- The Tortured Poets Department（2024年)
12. 『ザ・ライフ・オブ・ア・ショーガール』- The Life of a Showgirl（2025年)

### 再録音
1. 『フィアレス (テイラーズ・ヴァージョン)』 - Fearless (Taylor's Version) （2021年）
2. 『レッド (テイラーズ・ヴァージョン)』 - Red (Taylor's Version) （2021年）
3. 『スピーク・ナウ (テイラーズ・ヴァージョン)』 - Speak Now (Taylor's Version) （2023年）
4. 『1989 (テイラーズ・ヴァージョン)』 - 1989 (Taylor's Version) （2023年）

## ビデオグラフィ

### 映画
| 年   | 日本語題 原題                                                                                  | 役名             | 備考                                                                |
| ---- | ---------------------------------------------------------------------------------------------- | ---------------- | ------------------------------------------------------------------- |
| 2009 | ジョナス・ブラザーズ ザ・コンサート 3D Jonas Brothers: The 3D Concert Experience               | 本人             | 公演ドキュメンタリー映画                                            |
| 2009 | ハンナ・モンタナ/ザ・ムービー Hannah Montana：The Movie                                        | 本人役           | カメオ出演                                                          |
| 2010 | バレンタインデー Valentine's Day                                                               | フェリシア       |                                                                     |
| 2012 | ロラックスおじさんの秘密の種 The Lorax                                                         | オードリー       | 声の出演                                                            |
| 2014 | ギヴァー 記憶を注ぐ者 The Giver                                                                | ローズマリー     |                                                                     |
| 2018 | テイラー・スウィフト：Reputation Stadium Tour Taylor Swift: Reputation Stadium Tour            | 本人             | 公演ドキュメンタリー映画 Netflixドキュメンタリー映画                |
| 2019 | キャッツ Cats                                                                                  | ボンバルリーナ   |                                                                     |
| 2020 | ミス・アメリカーナ Miss Americana                                                              | 本人             | Netflixドキュメンタリー映画                                         |
| 2020 | フォークロア：ザ・ロング・ポンド・スタジオ・セッション Folklore: The Long Pond Studio Sessions | 本人             | Disney+ドキュメンタリー映画                                         |
| 2021 | オール・トゥー・ウェル：ザ・ショート・フィルム All Too Well: The Short Film                    | 彼女、その後     | 「オール・トゥー・ウェル」という曲をもとに テイラー監督初の短編映画 |
| 2022 | アムステルダム Amsterdam                                                                       | リズ・ミーキンズ |                                                                     |
| 2023 | テイラー・スウィフト: THE ERAS TOUR Taylor Swift: The Eras Tour                                | 本人             | 公演ドキュメンタリー映画 AMCシアターズ独立配給映画                  |

### テレビドラマ
| 年   | 日本語題 原題                                                         | 役名                 | 備考                                                         |
| ---- | --------------------------------------------------------------------- | -------------------- | ------------------------------------------------------------ |
| 2009 | CSI:科学捜査班 CSI: Crime Scene Investigation                         | ヘイリー・ジョーンズ | 第9シーズン第16話「16歳」                                    |
| 2011 | フィニアスとファーブのトークしまショー Take Two with Phineas and Ferb | 本人                 | 第5話                                                        |
| 2013 | New Girl / ダサかわ女子と三銃士 New Girl                              | エレイン             | 第2シーズン第25話「君しかいない」                            |
| 2020 | セレナ + シェフ Selena + Chef                                         | 本人                 | 料理番組 第1シーズン第4話「セレナ + ロイ・チョイ」カメオ出演 |

## 公演

### ツアー

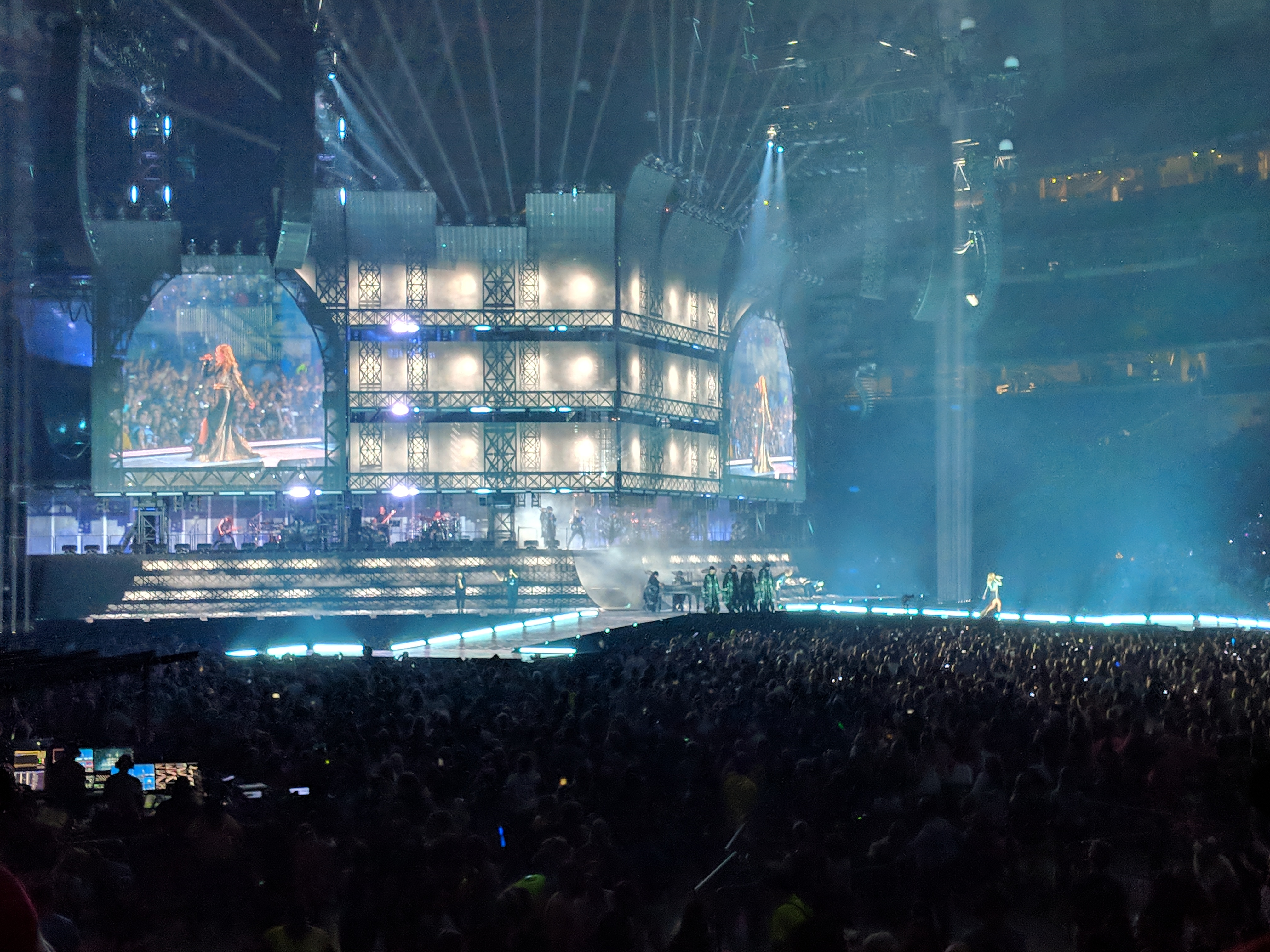
Reputation Stadium Tour アメリカ・ミネアポリス公演（2018年8月31日）

- Fearless Tour (2009 - 2010)
- Speak Now World Tour (2011 - 2012)
- The Red Tour (2013 - 2014)
- The 1989 World Tour (2015）
- Reputation Stadium Tour (2018)
- The Eras Tour (2023 - 2024)

### 日本公演
- 2010年 Fearless Tour[268][269]
2月17日 ZEPP TOKYO
8月7日・8日 SUMMER SONIC 2010
- 2011年 Speak Now World Tour[268][270]
2月13日 大阪城ホール
2月16日・17日 日本武道館
（オープニングアクト 齊藤ジョニー）
- 2014年 The Red Tour[271]
6月1日 さいたまスーパーアリーナ（スペシャルゲスト CTS）
- 2015年 The 1989 World Tour[272][273]
5月5日・6日 東京ドーム
  - 5月5日は、ワールドツアー初日
- 2018年 Reputation Stadium Tour[274]
11月20日・21日 東京ドーム（スペシャルゲスト チャーリー・XCX）
  - 11月21日は、ワールドツアー最終日
- 2024年 The Eras Tour[275]
2月7日・8日・9日・10日 東京ドーム

## ファンを公言している著名人
- 永野芽郁 - 大ファンであることを公言しており、その縁から『ミッドナイツ』発売時のプロモーションの一環として、永野が選んだテイラーの曲を集めたプレイリストを公開したほか、永野が『ミッドナイツ』のジャケットのテイラーになりきる企画も行われた[276]。『ミッドナイツ』の日本向けTV-CMにも登場した[277]。
- フワちゃん - 2011年の武道館公演から全てのツアーに参加するほどの大ファンを公言しており、2024年の東京ドーム公演ではテイラーのマネージャーからの招待で参加した[278]。